# Rolf Kreienberg

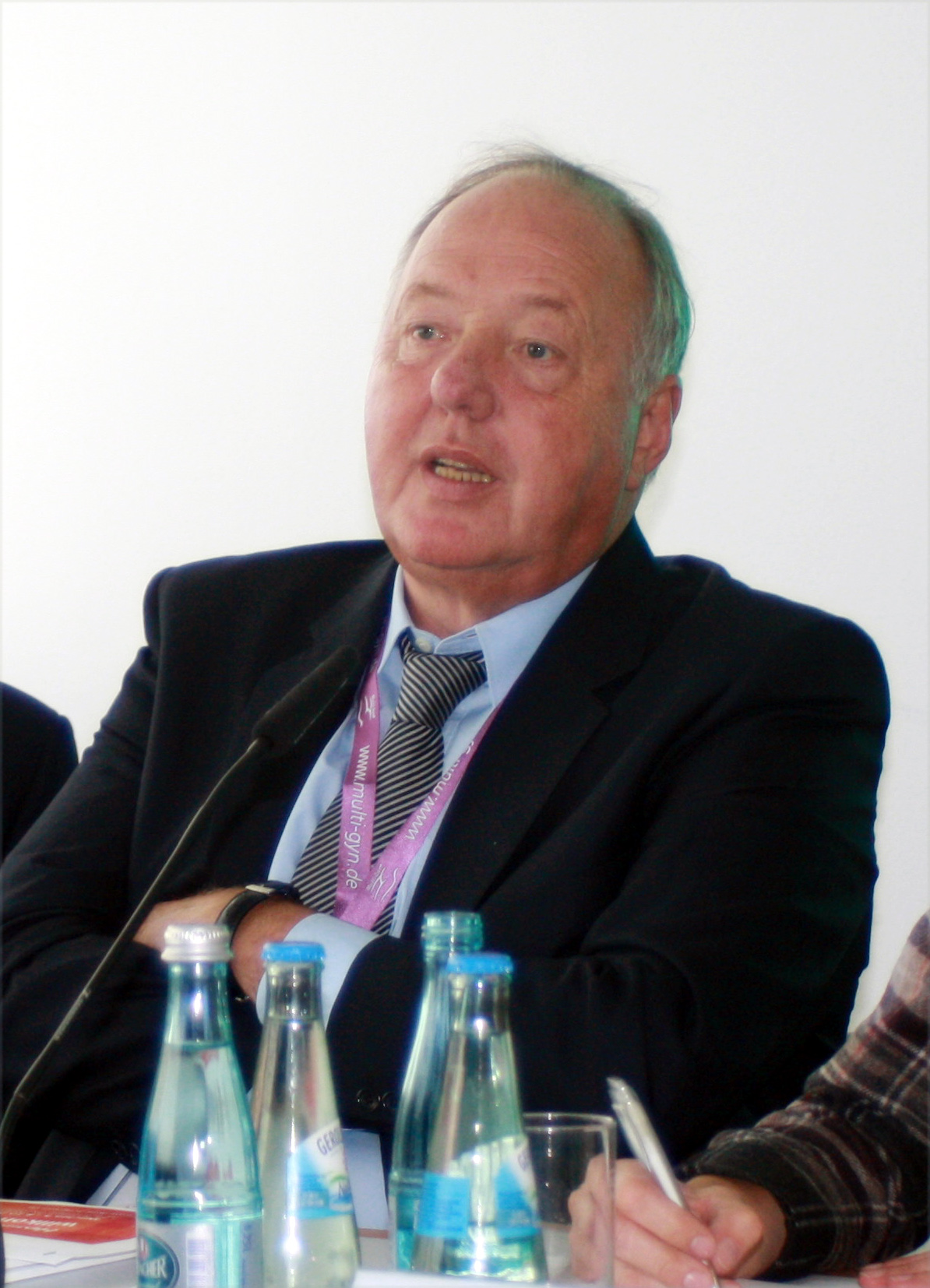
Rolf Kreienberg (2010)

Rolf Kreienberg (* 27. Oktober 1946 in Kaiserslautern; † 10. Mai 2021 in Mainz) war ein deutscher Gynäkologe und Geburtshelfer.

## Leben
Als Sohn des Arztes Walter Kreienberg studierte er ab 1966 an der Johannes Gutenberg-Universität Mainz Medizin. 1967 wurde er im Corps Borussia Halle recipiert. Nach dem Physikum vorübergehend an der Universität Wien, absolvierte er 1971 das Staatsexamen in Mainz. Er wurde 1972 zum Dr. med. promoviert und 1973 als Arzt approbiert.
1973/74 diente er als Restant und Stabsarzt bei der Bundesmarine. Danach wurde er zunächst Wissenschaftlicher Mitarbeiter am Institut für Anästhesiologie, ab 1975 an der Frauenklinik der Universität Mainz. Seit 1980 Facharzt für Frauenheilkunde und Geburtshilfe, wurde er 1981 zum Funktionsoberarzt ernannt. Er habilitierte sich 1983 und wurde 1984 zum Leitenden Oberarzt und Personaloberarzt der Klinik ernannt. Ein Jahr später wurde er zum C2-Professor auf Lebenszeit ernannt. Von 1988 bis 1989 war Kreienberg kommissarischer Direktor der Klinik.
1992 folgte er dem Ruf der Universität Ulm auf den gynäkologischen Lehrstuhl. Bis zu seinem Eintritt in den Ruhestand 2012 war er Direktor der Universitätsfrauenklinik Ulm. Von 2000 bis 2002 war Kreienberg der Präsident der Deutschen Krebsgesellschaft (DKG). Dort trug er maßgeblich zu der Entwicklung von qualitätssichernden Prozessen in der Onkologie, zu dem Aufbau eines Zertifizierungssystems sowie der Entwicklung evidenzbasierter Leitlinien bei. Außerdem war er Gründungs- und Vorstandsmitglied der Arbeitsgemeinschaft Gynäkologische Onkologie e. V. (AGO). Von 2008 bis 2010 war Kreienberg Präsident der Deutschen Gesellschaft für Gynäkologie und Geburtshilfe und leitete ihren 58. Kongress vom 5. bis 8. September 2010 in München unter dem Motto „Werte, Wissen, Wandel“. Außerdem war er Associate Editor der Zeitschrift Onkologie – International Journal of Cancer Research and Treatment, Mitherausgeber von Der Gynäkologe und Mitglied des Herausgebergremiums von Archives of Gynecology and Obstetrics.
Kreienbergs Arbeitsschwerpunkte waren die Gynäkologische Onkologie, insbesondere Operationsverfahren, Chemo- und Hormontherapie beim Brustkrebs und anderen gynäkologischen Tumoren, die Immunologie gynäkologischer Tumoren, die Immun- und Gentherapie, die Bedeutung von Tumormarkern und prognostische Faktoren.
2010 wurde Kreienberg mit der Johann-Georg-Zimmermann-Medaille ausgezeichnet, 2018 mit der Karl-Heinrich-Bauer-Medaille.
Seit Mai 2012 war Rolf Kreienberg Mitglied des Präsidiums der AWMF (Arbeitsgemeinschaft der Wissenschaftlichen Medizinischen Fachgesellschaften) und Leiter der Ständigen Kommission „Leitlinien“ der AWMF; im Mai 2015 wurde er zum Präsidenten der AWMF gewählt. Am 8. Mai 2021 wurde er von der AWMF in seinem Amt bestätigt; zwei Tage später verstarb er.

## Mitgliedschaften
- Deutsche Gesellschaft für Gynäkologie und Geburtshilfe (DGGG), Vizepräsident von 2006 bis 2008, Präsident seit 2008.
  - Arbeitsgemeinschaft für gynäkologische Onkologie (AGO), Gründungs- und Vorstandsmitglied
  - Deutsche Gesellschaft für Plastische und Wiederherstellungschirurgie e. V.
  - Arbeitsgemeinschaft für wiederherstellende Operationsverfahren in der Gynäkologie (AWO)
  - Arbeitsgemeinschaft für Informationsverarbeitung in der Gynäkologie und Geburtshilfe (AIG)
  - Oberrheinische Gesellschaft für Geburtshilfe und Gynäkologie e. V.
  - Mittelrheinische Gesellschaft für Geburtshilfe und Gynäkologie e. V.
- International Gynecologic Society (IGCS)
- Deutsche Krebsgesellschaft (DKG), Präsident von 2000 bis 2002
- Deutsche Akademie der Naturforscher Leopoldina (seit 2003)[6]
- Deutsche Gesellschaft für Senologie (DGS), Vorstandsmitglied
- American Society of Clinical Oncology (ASCO)
- Deutsche Arbeitsgemeinschaft für Gentherapie (DAG-GT)
- Verband leitender Krankenhausärztinnen und -ärzte e. V.
- Deutscher Hochschulverband

## Schriften
- Quantitative Untersuchungen an Operationspräparaten menschlicher Brustdrüsen und deren pathohistologische Beurteilung: statistische Studien am Einsendungsgut des Pathologischen Instituts der Universität Mainz aus der Zeit von 1960–1969. Dissertation. Johannes Gutenberg-Universität Mainz, 1972, DNB 730610683 (52 S.).
- Die Bedeutung von Tumormarkern in der gynäkologischen Onkologie und beim Mammakarzinom. Georg Thieme Verlag, Stuttgart 1984, ISBN 3-13-668801-5.
- Die Rolle der Anthrazykline in der Therapie des Mamma- und Ovarialkarzinoms (= Onkologie. Band 23. Suppl. 2). Karger Verlag, Basel 2000, ISBN 3-8055-7084-8.
- als Red.: Zervixkarzinom (= Der Onkologe. Band 7). Springer Verlag, Berlin 2001, ISSN 0947-8965, doi:10.1007/s007610170161.
- Brustkrebsrisiko: ererbt? umweltbedingt? beeinflussbar? Scultetus-Gesellschaft e. V., Ulm 2001, DNB 96745977X (18 S.).
- mit V. Möbus, T. Volm und D. Alt: Management des Mammakarzinoms. 3. Auflage. Springer Verlag, Heidelberg 2006, ISBN 3-540-31747-3.
- mit anderen: Neu-überarbeitete S3-Leitlinie für Diagnostik, Therapie und Nachsorge des Mammakarzinoms. Zuckschwerdt Verlag, München 2008, ISBN 978-3-88603-934-0.
- mit Diethelm Wallwiener, Walter Jonat, Klaus Friese, Klaus Diedrich und Matthias W. Beckmann (Hrsg.): Atlas der gynäkologischen Operationen. Georg Thieme, 2008, ISBN 978-3-13-357007-7.
- Management des Ovarialkarzinoms. Springer Verlag, Heidelberg 2009, ISBN 978-3-540-41987-7, doi:10.1007/978-3-540-68857-0.